# Патати, Уэсли
Уэсли Пинто Батиста (порт.-браз. Weslley Pinto Batista; род. 1 октября 2003, Президенти-Дутра, Мараньян) — бразильский футболист, вингер тель-авивского «Маккаби».

## Клубная карьера
Патати — воспитанник клуба «Сантос». 14 июля 2022 года в поединке Кубка Бразилии против «Коринтианс» Уэссли дебютировал за основной состав. 21 июля в матче против «Ботафого» он дебютировал в бразильской Серии A.